# سطح‌نورد مکعبی
سطح‌نورد مکعبی (به انگلیسی: CubeRover) دسته‌ای از سطح‌نوردهای سیاره‌ای به شکل ماژولار و استاندارد شده است که برای تسریع سرعت اکتشاف فضایی به کار می‌رود. ایده این سطح‌نورد همانند مدل موفق تاسواره دارای قطعات و معماری آماده و قابل حمل سریع است تا بتوان واحدهای کوچک ارزان، ماژولار و سازگاری ساخت.